# Fabio Bazzani
Pour les articles homonymes, voir Bazzani.
Fabio Bazzani (né le 20 octobre 1976 à Bologne, en Émilie-Romagne) est un footballeur international italien, jouant au poste d'attaquant. Il évolue actuellement dans le club amateur de Mezzolara.

## Clubs
- 1994-1996 :  Boca San Lazzaro
- 1996-1997 :  Sandona
- 1997-1998 :  Venise
- 1998-1999 :  Varèse
- 1999-2000 :  Arezzo
- 2000-2001 :  Venise
- 2001-2002 :  Pérouse (prêté)
- 2002-janv 2005 :  Sampdoria
- janv 2005-2005 :  Lazio (prêté)
- 2005-2007 :  Sampdoria
- 2007-2008 :  Brescia
- 2008-2009 :  Pescara
- 2009-2010 :  SPAL Ferrare